# Nods
Nods é uma comuna da Suíça, situada na região administrativa de Jura Bernense, no cantão de Berna. Tem 26,7 km² de área e sua população em 2018 foi estimada em 765 habitantes.